# ChEBI
موجودیت‌های شیمیایی مورد علاقه در زیست‌شناسی، یا به اختصار، "ChEBI"یک پایگاه داده شیمیایی و هستی‌شناسی از موجودیت‌های مولکولی متمرکز بر ترکیبات شیمیایی «کوچک» است که بخشی از تلاش هستی‌شناسی‌های زیست‌پزشکی باز (OBO) در مؤسسهٔ بیوانفورماتیک اروپا (EBI) است. اصطلاح «موجودیت مولکولی» اشاره می‌کند به: هر «اتم، مولکول، یون، جفت یون، رادیکال، یون رادیکال، کمپلکس، صورت‌بندی و غیره که به‌عنوان موجودیت جداگانه‌ای قابل تشخیص است و از نظر ساختاری یا ایزوتوپی متمایز است.» موجودیت‌های مولکولی مورد بحث یا محصولات طبیعی یا محصولات مصنوعی هستند که دارای زیست‌فعالی بالقوه هستند. مولکول‌هایی که مستقیماً توسط ژنوم کدگذاری می‌شوند، مانند اسیدهای نوکلئیک، پروتئین‌ها و پپتیدهای مشتق شده از پروتئین‌ها توسط برش پروتئولیتیک، به‌عنوان یک قاعده در ChEBI گنجانده نمی‌شوند.
ChEBI از نام‌گذاری، نمادگرایی و اصطلاحات تأیید شده توسط اتحادیه بین‌المللی شیمی محض و کاربردی (آیوپاک) و کمیتهٔ نام‌گذاری اتحادیه بین‌المللی بیوشیمی و زیست‌شناسی مولکولی (NC-IUBMB) استفاده می‌کند.

## دامنه و دسترسی
تمام داده‌های این پایگاه داده، غیر اختصاصی هستند یا از یک منبع غیر اختصاصی مشتق شده‌اند؛ بنابراین آزادانه در دسترس همه هستند. علاوه بر این، هر مورد داده، کاملاً قابل ردیابی است و صریحاً به منبع اصلی ارجاع داده شده و با پایگاه‌های دادهٔ دیگری مانند ChEMBL، کم‌اسپایدر، دراگ‌بنک،  MetaboLights و پاب‌کم مرتبط است.